# Castel Salego
Castel Salego (in tedesco: Burg Salegg) è un castello che si trova nel territorio di Siusi, frazione del comune di Castelrotto, in provincia di Bolzano, poco distante da Castel Hauenstein.

## Storia
Del castello al giorno d'oggi rimangono veramente pochi ruderi, ma sono ben visibili da Castelrotto, poiché negli anni recenti si è deciso di disboscare gli alberi che lo nascondevano. Con molta probabilità il castello apparteneva alla famiglia Salegg, citati come ministeriali del vescovo di Bressanone già nel 1178. Fu in seguito conteso tra i signori von Wolkenstein e loro parenti.
Al giorno d'oggi i ruderi appartengono alla Diocesi di Bolzano-Bressanone.

## Come raggiungerlo
Se si vogliono raggiungere le rovine del castello, è sufficiente partire dall'omonimo albergo, e percorrere il sentiero n. 3 per venti minuti circa.